# Les Bordes, Indre

Les Bordes este o comună în departamentul Indre, Franța. În 1 ianuarie 2022 avea o populație de 824 de locuitori.